# جارد ماكان
جارد ماكان هو لاعب هوكي الجليد كندي، ولد في 31 مايو 1996 في ستراتفورد في كندا.

## وصلات خارجية
- جارد ماكان على موقع دوري الهوكي الوطني (الإنجليزية)
- جارد ماكان على موقع EliteProspects.com (الإنجليزية)
- جارد ماكان على موقع HockeyDB.com (الإنجليزية)
- جارد ماكان على موقع Hockey-Reference.com (الإنجليزية)